# Barbara Sadleder
Barbara Sadleder, née le 17 juin 1967 à Steyr, est une skieuse alpine autrichienne.

## Résultats sportifs

### Coupe du monde
- Résultat au classement général : 82e en 1987. : 65e en 1988. : 20e en 1989. : 33e en 1990. : 39e en 1991. : 23e en 1992. : 29e en 1993. : 102e en 1994.

### Championnats du monde de ski alpin
- Saalbach 1991 descente: 9e.
- Morioka 1993 slalom géant: 10e.

### Jeux olympiques d'hiver
- Albertville 1992 descente: 7e slalom géant: 15e.